# Anyang (Coreea de Sud)
Anyang (în coreeană 안양시) este un oraș din Coreea de Sud.